# Hypanthidium buchwaldi
Hypanthidium buchwaldi är en biart som först beskrevs av Heinrich Friese 1904.  Hypanthidium buchwaldi ingår i släktet Hypanthidium och familjen buksamlarbin. Inga underarter finns listade i Catalogue of Life.